# 中地球轨道
中地球轨道（Medium Earth Orbit, MEO）也叫中圆轨道，是位于低地球轨道（2,000（1,243英里））和地球静止轨道（35,786（22,236英里））之间的人造卫星运行轨道。
运行于中地球轨道的卫星大都是导航卫星，例如GPS（20,200（12,552英里））, 格洛纳斯系统（19,100（11,868英里）），北斗卫星导航系统（21,500（13,359英里））以及伽利略定位系统（23,222（14,429英里））。部分跨越南北极的通信卫星也使用中地球轨道。
中地球轨道的卫星运转周期在2至24小时之间，但大部分在12小时左右。最早的通信卫星“Telstar”也是使用的这条轨道。